# جويندولين بورتر (لاعبة ألعاب قوى)
جويندولين أليس بورتر (المولودة في 25 أبريل 1902، والمُتوفاة في 29 أغسطس 1993)  هي لاعبة ألعاب قوى بريطانية في سباقات المضمار والميدان نافست بشكل رئيسي في سباق 100 متر. وُلدت جويندولين في إلفورد بلندن، وعملت في المكتب الرئيسي لشركة التأمين.
شاركت جويندولين في عام 1922 في أولمبياد السيدات في باريس وفازت بالميدالية الذهبية في سباق التتابع 4 × 110 ياردة (مع ماري لاينز، ونورا كاليبوت، وديزي ليتش وبورتر في المركز) مسجلةً بذلك رقمًا قياسيًا عالميًا جديدًا.
كانت جويندولين في عام 1932 واحدة ضمن خمس سيدات انضممن إلى جمعية الهواة الرياضية للسيدات في دورة الألعاب الأولمبية الصيفية في لوس أنجلوس عام 1932 كأول لاعبة أولمبية بريطانية في أحداث ألعاب القوى، جنبًا إلى جنب مع إثيل جونسون، وإيلين هيسكوك، ونيلي هالستيد، وفيوليت ويب البالغةمن العمر سبعة عشر عامًا. أبحر الفريق لمدة خمسة أيام من ساوثهامبتون إلى كيبيك ثم سافروا مسافة 3000 ميل أخرى بالقطار قبل الوصول إلى لوس أنجلوس. وفازت في سباق التتابع 4 × 100 متر سيدات بالميدالية البرونزية مع زملائها في الفريق إيلين هيسكوك وفيوليت ويب (التي حلت محل جونسون المصابة) ونيلي هالستيد. في سباق 100 متر سيدات، وجاءت في المركز الرابع في تصفياتها.